# Natanz (Verwaltungsbezirk)
Natanz (persisch نطنز) ist ein Schahrestan (persisch شهرستان) in der Provinz Isfahan im Iran. Er enthält die Stadt Natanz, welche die Hauptstadt des Verwaltungsbezirks ist.

## Demografie
Bei der Volkszählung 2016 betrug die Einwohnerzahl des Schahrestan 35.654. Die Alphabetisierung lag bei 88 Prozent der Bevölkerung. Knapp 24 Prozent der Bevölkerung lebten in urbanen Regionen.
| Zensusjahr | Einwohnerzahl |
| ---------- | ------------- |
| 2011       | 42.239        |
| 2016       | 43.977        |